# Peringiella elegans
Espèce
Synonymes
- Cingula elegans Locard, 1891
- Cingula nitida (Bucquoy, Dautzenberg & Dollfus, 1884)
- Rissoa nitida Bucquoy, Dautzenberg & Dollfus, 1884
- Rissoa nitida var. elongata Bucquoy, Dautzenberg & Dollfus, 1884

Peringiella elegans est une espèce de mollusques de la classe des gastéropodes, de l'ordre des Littorinimorpha et de la famille des Rissoidae. C'est une espèce marine peu commune que l'on peut trouver en mer Méditerranée (Afrique du Nord - Algérie, Maroc, Tunisie et en Europe - Montenegro, Sicile). On peut aussi la trouver sur les côtes de France.